# Пянда (деревня)
Пя́нда — деревня в Виноградовском районе Архангельской области России. Входит в состав Березниковского сельского поселения (до 1 июня 2021 года городского).

## География
Пянда стоит на левом берегу Северной Двины, выше по течению, чем посёлок Пянда и ниже, чем посёлок Новый. Через деревню протекает одноимённая река Пянда.

## История
В 1615 году, при Михаиле Фёдоровиче, Важский уезд отнесли к ведению Приказа Большого Дворца и разделили на четыре четвертных правления. Пянда вошла в состав Подвинской четверти (чети). Для организации перевозки лиц, состоявших на государственной службе, дипломатов государственных грузов, в Пянде был организован мыт, где останавливались все следовавшие по Северной Двине корабли и лодки, а судовладельцы платили за провозимый ими товар замыт (пошлину).
В 1905 году в Пяндское сельское общество входили: деревни Родионовская (Устье), Анисимовская (Горка), сёла Григорьевское (Давыдово и Антоново), Екимовское (Пянда, Троицкое, Пяндский погост, Троицкий погост, Волость), Выселок села Екимовское и изба при мукомольной мельнице. В них проживало 795 человек.
В 1918—1919 годах Пянда была занята союзными войсками интервентов.
С 2006 года деревня Пянда входит в состав МО «Березниковское».

## Население
| 2002 | 2010 | 2012 |
| ---- | ---- | ---- |
| 175  | ↘103 | ↗123 |

### Топографические карты
- [mapp38.narod.ru/map1/index37.html P-38-39,40. (Лист Березник)]
- Пянда на Wikimapia
- Пянда. Публичная кадастровая карта
- Топографическая карта Р-38-07_08 Березник.